# Mantella viridis
La mantella verde (Mantella viridis) es una de las especies del género Mantella. Al igual que el resto de las especies del mismo género se caracteriza por ser colorida y brillante, por habitar exclusivamente en la isla de Madagascar y por estar en peligro de extinción debido principalmente a la destrucción de hábitat, el bosque tropical. Además, su número ha disminuido a causa del comercio internacional de mascotas. La mantella verde —que vive cerca de riachuelos en los bosques tropicales— tiene el dorso y la cabeza amarilla o verde claro, es negra en ambos costados y presenta una raya blanca que recorre su labio superior de lado a lado. Activa de día, se alimenta de insectos y otros invertebrados. El macho emite una serie de gritos como chasquidos para atraer a la hembra, después del apareamiento -que sucede en tierra durante la época lluviosa-, la hembra pone los huevos cerca de los riachuelos.
Los hábitos de esta rana son completamente terrestres. Un macho adulto mide de 2 a 3 cm.

## Galería

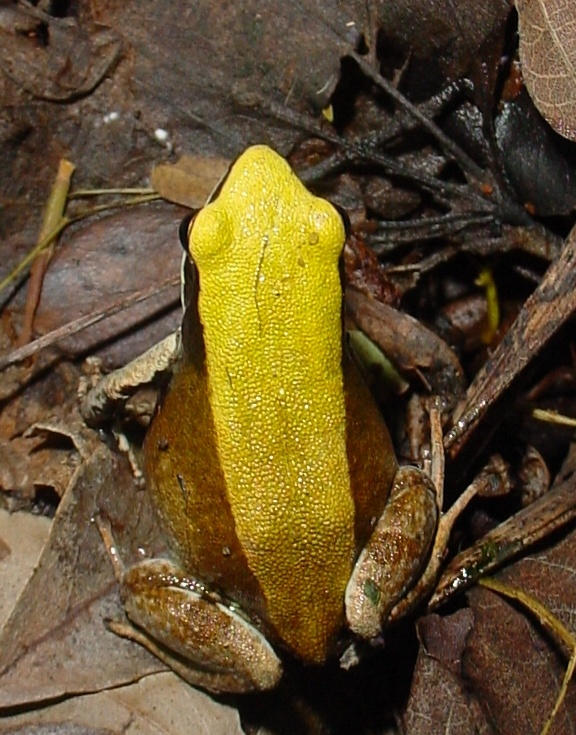
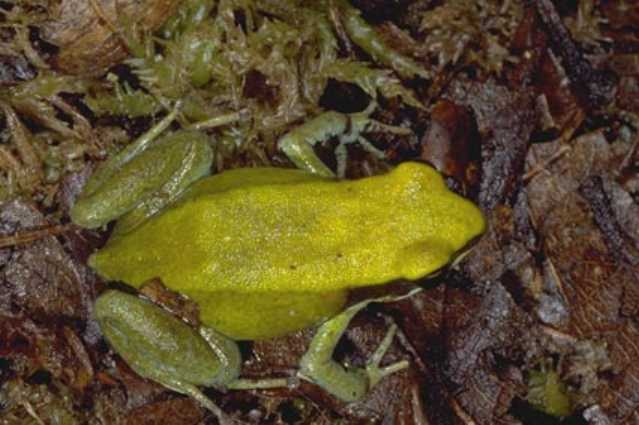
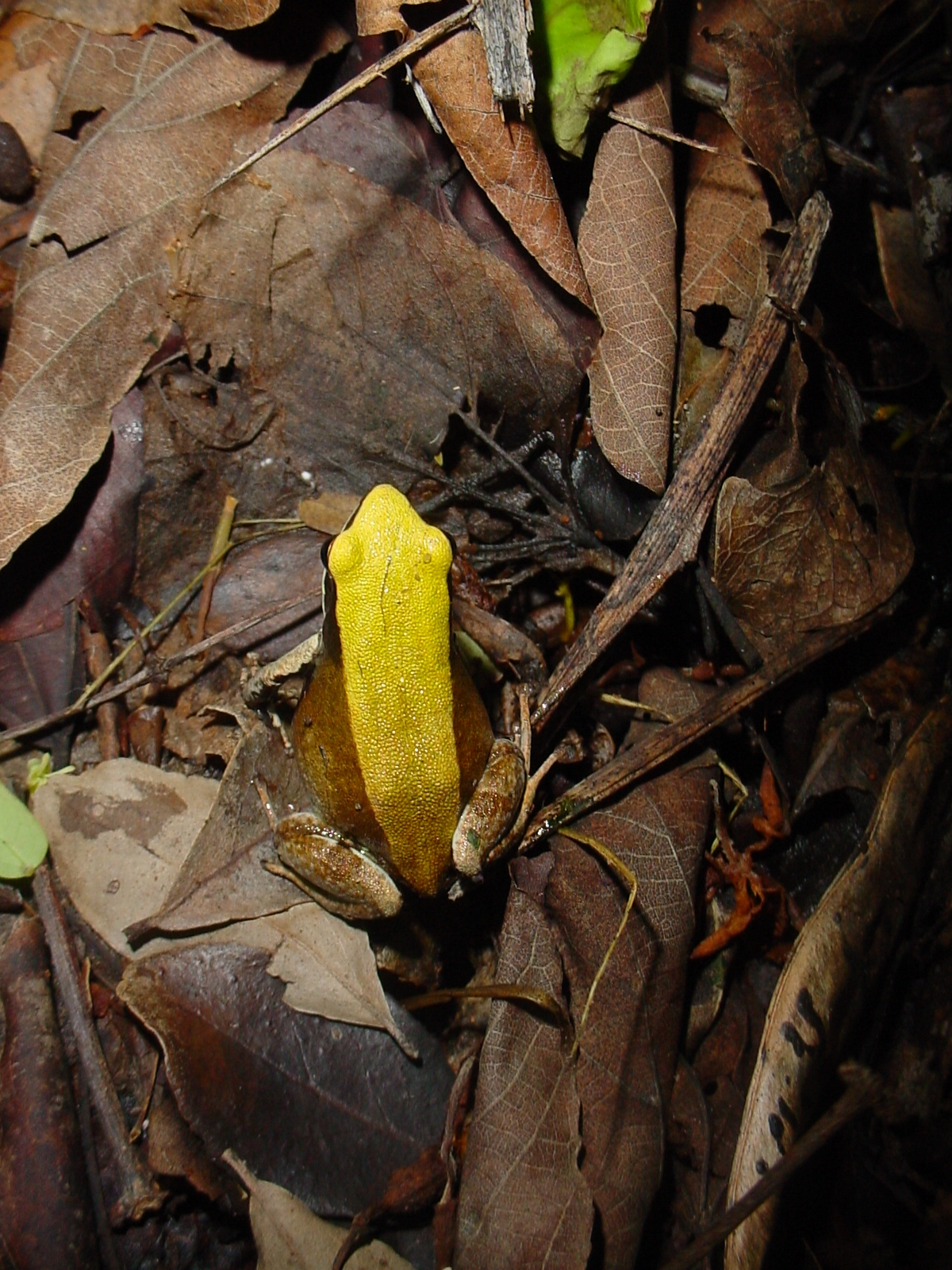